# Ongle long

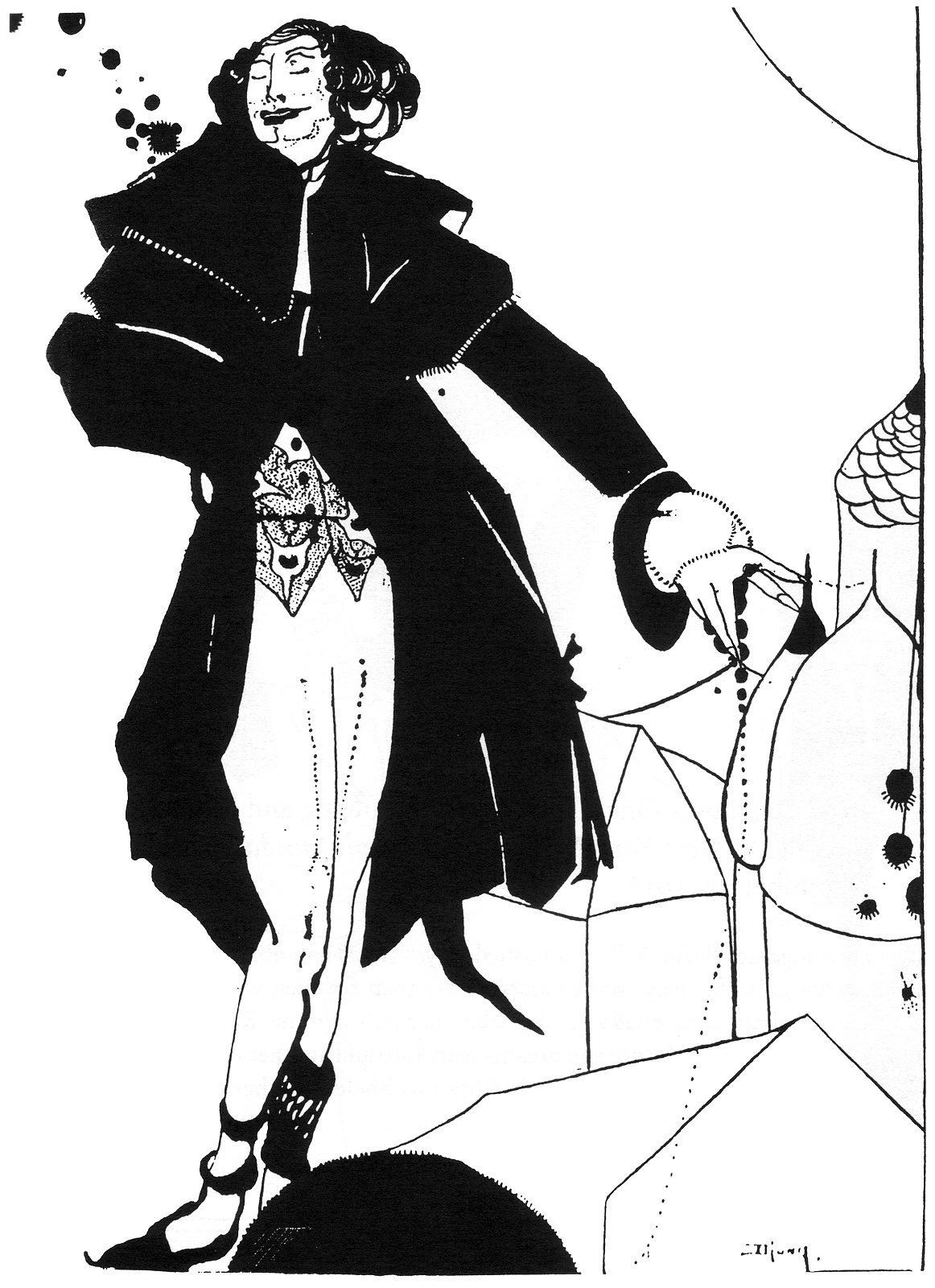
Dessin de Djuna Barnes

Garder les ongles longs est une pratique sociale courante dans certaines cultures et/ou selon certaines modes et tendances sociales. Cette pratique consiste à se laisser pousser les ongles afin de leur faire atteindre une longueur plus ou moins longue.
Bien que de nos jours généralement assimilé à la féminité dans la société occidentale contemporaine et celles influencées par cette dernière, elle est historiquement aussi liée à la masculinité et il s'agit anthropologiquement d'une pratique liée aux deux sexes - à la fois masculine et féminine.

## Usages

### Statut social
Dans de nombreuses cultures passées ou présentes, les ongles longs, surtout lorsqu'ils sont propres et non coupés, sont un signe de distinction élitiste qui indique que l'homme appartient à une communauté socialement supérieure, comme dans certaines régions d'Asie où le fait de se faire pousser les ongles, de les orner de bijoux et de les décorer est un symbole de statut pour les hommes comme pour les femmes,.

### Esthétique, effet de mode et genrisation

#### Modes et tendances
La manière de percevoir le fait d'arborer des ongles longs a varié au cours de l'histoire. Durant certaines périodes historiques les ongles très longs étaient considérés comme un signe de richesse avant d'ensuite être mal vus et considérés comme vulgaires puis d'ensuite redevenir à nouveau tendance.
Parmi les modes et tendances de mode contemporaines on retrouve le vernissage des ongles à l'aide de vernis à ongles, la pose de faux ongles et le nail art consistant à décorer les ongles.
En Égypte Antique, les premiers faux ongles étaient faits en os, en or ou en ivoire, avec des couleurs simples mais très symboliques.
Les griffes XL s’imposent par le biais des faux ongles dans les années 1970 et 80, popularisées aux États-Unis par des stars issues de communautés noire et latino-américaine, telles que Diana Ross, Donna Summer et la mannequin Donyale Luna.

#### Aujourd'hui
C’est principalement sur les réseaux sociaux, d’Instagram à TikTok, que l’engouement pour les longs ongles se fait sentir dans le monde féminin. En 2022 le mot-clic (hashtag) #nailart comptait plus de 89 millions d’occurrences, de leur côté, #fakenail (faux ongles) et #nailextensions (rallonges d’ongles) en récoltaient près d’un million d’occurrences chacun.

#### Genrisation
De nos jours dans les pays de culture chrétienne et musulmane et ceux influencés par ces religions, avoir des ongles (très) longs est généralement associé à un trait esthétique exclusivement féminin.
L'origine de cette assimilation à la féminité pourrait se trouver dans le fait que dans l'imaginaire et l'idéal sociétal de nombreuses sociétés traditionnelles patriarcales la femme doit moins sortir que l'homme et que son rôle est celui de femme au foyer tandis que l'homme travaille dehors et pratique un travail manuel plus poussé d'où une nécessité d'avoir des ongles courts.

### Optimisation de la pousse et renforcement des ongles
Les personnes désireuses de se laisser pousser ou renforcer leurs ongles adoptent parfois diverses astuces et méthodes permettant d'optimiser la pousse.

#### Soins naturels
En traitements naturels notoires consistant à renforcer ou faire pousser les ongles par stimulation de la kératine qui compose les ongles on retrouve, entre autres : l'huile de ricin, la levure de bière, le germe de blé, etc. En aliments à consommer : les algues, flocons d'avoine, lentilles, œuf, pain complet, épinards, brocolis, choux, carottes, tomates, melons, abricots, potirons, courges.

### Outil d'instrument de musique
Les ongles longs sont utilisés en outil permettant d"optimiser la pratique de certains instruments de musique, entre autres la guitare.

## Culture populaire

### Personnalités masculines
Certains hommes dans le monde des stars arborent des ongles longs ou très longs tels que le rappeur Machine Gun Kelly, parfois comparé à Edward aux mains d'argent.

### Personnalités féminines
De nombreuses stars et personnalités féminines arborent des ongles longs voire très longs. Étant donné qu'il s'agit d'un phénomène de mode de grande ampleur chez les femmes, tous les citer serait impossible.

## Faits divers
Le 14 décembre 2023 l'américaine Lee Redmond est morte à l'âge de 82 ans avec ses mains extravagantes dotées d'ongles de 8,65 mètres de longueur, elle était devenue une icône du Guinness World Records.